# ずっと伝えたかった I love you
『ずっと伝えたかった I love you』（ずっとつたえたかったアイ・ラヴ・ユー）は、2015年10月7日にEpic Records Japanから発売されたDEENの44枚目のシングル。

## 作品解説
表題曲の「ずっと伝えたかった I love you」は1990年代を舞台にした曲であり、「8センチCD」、「ポケベル」、「レインボーブリッジ」などのフレーズが歌詞に登場する。通常盤にはカップリング曲の他に、2015年に行われた沖縄でのライブでの音源がボーナス・トラックとして収録されている。
初回限定盤、完全生産限定盤、通常盤の3形態で発売されており、初回限定盤には『池森秀一 ぶら散歩 Vol.1 〜上京篇〜』が収録されたDVDが付属しており、スペシャルスリーヴパッケージとなっている。完全生産限定盤は、短冊形の紙ジャケットの8センチCD仕様で発売された。

## 収録曲

### 通常盤
| 全作詞: 池森秀一。 |                                                                         |           |           |              |      |
| #                  | タイトル                                                                | 作詞      | 作曲      | 編曲         | 時間 |
| 1.                 | 「ずっと伝えたかった I love you」                                       | 池森秀一  | 田川伸治  | くどうたけし | 4:39 |
| 2.                 | 「シャララ ハッピーデイ!」                                              | 池森秀一  | 山根公路  | くどうたけし | 3:59 |
| 3.                 | 「ずっと伝えたかった I love you <off vocal version>」                   | 池森秀一  | 田川伸治  |              | 4:39 |
| 4.                 | 「シャララ ハッピーデイ! <off vocal version>」                          | 池森秀一  | 山根公路  |              | 3:55 |
| 5.                 | 「Shining so Beautiful <Live at Okinawa Seaside>」(BONUS TRACK)         | 池森秀一  | 田川伸治  |              | 4:48 |
| 6.                 | 「月光の渚 〜Brilliant Style〜 <Live at Okinawa Seaside>」(BONUS TRACK) | 池森秀一  | 田川伸治  |              | 5:00 |
| 合計時間:          | 合計時間:                                                               | 合計時間: | 合計時間: | 27:06        |      |

### 初回限定盤
| 全作詞: 池森秀一、全編曲: くどうたけし。 |                                                       |           |          |      |
| #                                        | タイトル                                              | 作詞      | 作曲     | 時間 |
| 1.                                       | 「ずっと伝えたかった I love you」                     | 池森秀一  | 田川伸治 | 4:39 |
| 2.                                       | 「シャララ ハッピーデイ!」                            | 池森秀一  | 山根公路 | 3:59 |
| 3.                                       | 「ずっと伝えたかった I love you <off vocal version>」 | 池森秀一  | 田川伸治 | 4:39 |
| 4.                                       | 「シャララ ハッピーデイ! <off vocal version>」        | 池森秀一  | 山根公路 | 3:55 |
| 合計時間:                                | 合計時間:                                             | 合計時間: | 17:13    |      |

| #  | タイトル                               | 作詞 | 作曲・編曲 |
| -- | -------------------------------------- | ---- | ---------- |
| 1. | 「池森秀一 ぶら散歩 Vol.1 〜上京篇〜」 |      |            |

### 完全生産限定盤
| 全作詞: 池森秀一、全編曲: くどうたけし。 |                                                       |           |          |      |
| #                                        | タイトル                                              | 作詞      | 作曲     | 時間 |
| 1.                                       | 「ずっと伝えたかった I love you」                     | 池森秀一  | 田川伸治 | 4:39 |
| 2.                                       | 「シャララ ハッピーデイ!」                            | 池森秀一  | 山根公路 | 3:59 |
| 3.                                       | 「ずっと伝えたかった I love you <off vocal version>」 | 池森秀一  | 田川伸治 | 4:39 |
| 4.                                       | 「シャララ ハッピーデイ! <off vocal version>」        | 池森秀一  | 山根公路 | 3:55 |
| 合計時間:                                | 合計時間:                                             | 合計時間: | 17:13    |      |

## 収録アルバム
- 『PARADE』（#1、PARADE Style）[4]
- 『Another Side Memories〜Precious Best II〜』（#2）[5]
- 『DEEN The Best FOREVER 〜Complete Singles +〜（#1）[6]